# Золотушник пізній
Золотушник пізній (Solidago gigantea) — вид рослин з родини айстрових (Asteraceae), родом із США та півдня Канади.

## Опис
Багаторічна рослина заввишки 50–120(250) см. Стебло біля основи голе, вгорі запушене. Крайові язичкові квітки довші від серединних трубчастих. Кореневища від коротко- до довго повзучих. Листя: прикореневих 0; проксимальні стеблові зазвичай в'януть за час цвітіння, сидячі, ланцетні, 91–97 × 10–14 мм, краї різко зубчасті, 3-х жильні, верхівки загострені, нижня поверхня листка запушена на жилках або гола; від серединних до дистальних стеблові листки схожі, 57–76 × 0.7–1.2 см, найбільші до середини стебла. Голови 40–600. Сім'янки айстрових 1.3–1.5 мм, рідко вкриті короткими жорсткими стисненими волосками; папус 2–2.5 мм. 2n = 18, 36, 54.

## Поширення
Батьківщиною є південна Канада та США; натуралізований на Азорських островах, у багатьох країнах Європи, у Лівані, Японії, Мексиці.
В Україні вид зростає в садах і парках — на всій території; зрідка трапляється як здичавілий.

## Використання
Декоративна рослина.